# The Envoy
| Recensione              | Giudizio        |
| ----------------------- | --------------- |
| AllMusic                | [ 1 ]           |
| Robert Christgau        | A-              |
| Sputnikmusic            | 3.8 (Excellent) |
| Piero Scaruffi          | [ 4 ]           |
| Dizionario del Pop-Rock | [ 5 ]           |
| 24.000 dischi           | [ 6 ]           |
| The Music Box           | [ 7 ]           |

The Envoy è il quinto album in studio del cantautore statunitense Warren Zevon, pubblicato nel luglio del 1982.
L'album raggiunse la posizione #93 (18 settembre 1982) della classifica statunitense Billboard 200.

## Tracce
Lato A
1. The Envoy – 3:22 (Warren Zevon)
2. The Overdraft – 2:54 (Thomas McGuane, Warren Zevon)
3. The Hula Hula Boys – 3:05 (Warren Zevon)
4. Jesus Mentioned – 2:45 (Warren Zevon)
5. Let Nothing Come Between You – 3:48 (Warren Zevon)

Lato B
1. Ain't That Pretty at All – 3:34 (LeRoy P. Marinell, Warren Zevon)
2. Charlie's Medicine – 4:48 (Warren Zevon)
3. Looking for the Next Best Thing – 3:39 (Kenny Edwards, LeRoy P. Marinell, Warren Zevon)
4. Never Too Late for Love – 4:35 (Warren Zevon)

Edizione CD del 2007, pubblicato dalla Rhino Records (0 81227 99978)
1. The Envoy – 3:22 (Warren Zevon)
2. The Overdraft – 2:54 (Thomas McGuane, Warren Zevon)
3. The Hula Hula Boys – 3:05 (Warren Zevon)
4. Jesus Mentioned – 2:45 (Warren Zevon)
5. Let Nothing Come Between You – 3:48 (Warren Zevon)
6. Ain't That Pretty at All – 3:34 (LeRoy P. Marinell, Warren Zevon)
7. Charlie's Medicine – 4:48 (Warren Zevon)
8. Looking for the Next Best Thing – 3:39 (Kenny Edwards, LeRoy P. Marinell, Warren Zevon)
9. Never Too Late for Love – 4:35 (Warren Zevon)
10. Word of Mouth – 4:01 (Warren Zevon) – Bonus Track - Outtake
11. Let Nothing Come Between You – 3:40 (Warren Zevon) – Bonus Track - Alternate
12. The Risk – 2:35 (Warren Zevon) – Bonus Track - Outtake
13. Wild Thing – 2:39 (Chip Taylor) – Bonus Track - Outtake

## Musicisti
The Envoy
- Warren Zevon - voce solista, chitarra solo, sintetizzatore, piano preparato
- Waddy Wachtel - chitarra
- David Landau - chitarra
- Leland Sklar - basso
- Jeff Porcaro - batteria
- Don Henley - armonie vocali

The Overdraft
- Warren Zevon - voce solista, pianoforte
- Waddy Wachtel - chitarre
- David Landau - chitarra ritmica
- Leland Sklar - basso
- Jeff Porcaro - batteria
- Lindsey Buckingham - armonie vocali

The Hula Hula Boys
- Warren Zevon - voce solista, pianoforte elettrico, armonie
- Waddy Wachtel - chitarra acustica
- Leland Sklar - basso
- Jim Horns - recorder
- Jeff Porcaro - batteria, tahitian log drums, pule sticks
- Jordan Zevon - armonie vocali

Jesus Mentioned
- Warren Zevon - voce solista, chitarra

Let Nothing Come Between You
- Warren Zevon - voce solista, sintetizzatori, piano amplificato
- Waddy Wachtel - chitarra, percussioni, armonie
- Steve Lukather - chitarra
- Leland Sklar - basso
- Jeff Porcaro - batteria
- Jorge Calderón - armonie vocali

Ain't That Pretty at All
- Warren Zevon - voce solista, sintetizzatore, accompagnamento vocale
- Danny Kootch Kortchmar - chitarra solista
- David Landau - chitarra, accompagnamento vocale
- LeRoy Marinell - chitarra acustica
- Leland Sklar - basso
- Mike Botts - batteria
- Steve Forman - percussioni
- J.D. Souther - accompagnamento vocale
- Waddy Wachtel - accompagnamento vocale

Charlie's Medicine
- Warren Zevon - voce solista, chitarra acustica a 12 corde, sintetizzatori
- Waddy Wachtel - chitarre
- Bob Glaub - basso
- Rick Marotta - batteria

Looking for the Next Best Thing
- Warren Zevon - voce solista, sintetizzatori, pianoforte
- Waddy Wachtel - chitarre
- Kenny Edwards - chitarra
- Bob Glaub - basso
- Jeff Porcaro - batteria
- Graham Nash - armonie vocali
- J.D. Souther - armonie vocali

Never Too Late for Love
- Warren Zevon - voce solista, pianoforte
- Waddy Wachtel - chitarre
- Bob Glaub - basso
- Russell Kunkel - batteria

Note aggiuntive
- Warren Zevon, Waddy Wachtel e Greg Ladanyi - produttori
- Registrato al Record One di Los Angeles, California[11]